# Carlos Morales Quintana
Carlos Morales Quintana (* 31. prosince 1970, Lanzarote) je španělský architekt, jachtař a manžel princezny Alexie Řecké a Dánské.

## Život
Narodil se 31. prosince 1970 v Lanzarote jako syn Luise Miguela Morales y Armas a Maríe Teresy Quintana y González.
Dne 9. července 1999 se v katedrále svaté Sofie v Londýně oženil s princeznou Alexií Řeckou a Dánskou, s dcerou krále Konstantina II. Řeckého a královny Anne-Marie Dánské. Spolu mají 4 děti;
- Arrietta Morales y de Grecia (* 24. února 2002 v Barceloně)
- Ana María Morales y de Grecia (* 15. května 2003 v Barceloně)
- Carlos Morales y de Grecia (* 30. července 2005 v Barceloně)
- Amelia Morales y de Grecia (* 26. října 2007 v Barceloně)

Dnes se svou manželkou žijí v Puerto Calero na Kanárských ostrovech.

## Vyznamenání
- Královské řády
  - Rytíř velkokříže Řádu sv. Jiří a Konstantina